# 小行星9844
小行星9844（英語：9844 Otani），临时编号1989 WF1，是一颗来自小行星带中部的石质司法星族小行星，直径约为4公里。这颗小行星于1989年11月23日，由日本天文学家串田嘉男与村松修在日本山梨县北杜市的八岳南麓天文台发现。它以日本天文学家大谷丰和的名字命名。

## 轨道与分类
小行星9844是司法星族的成员之一，该星族包含一大群S-型小行星，也是中部主行星带中最突出的小行星族之一。它在主小行星带中部绕太阳运行，距离为2.1–3.3天文单位，每4年5个月（1,620天）绕太阳一周。其轨道偏心率为0.22，轨道倾角相对于黄道为13°。首次可用的观测数据是1949年在帕洛玛山进行的预发现观测，比正式发现观测提前了40年。

## 物理特征
2013年2月，通过对帕洛玛瞬变工厂的光度观测获得了小行星9844的旋转光变曲线。它的自转周期为10.073±0.0053小时，亮度变化为0.18星等（U=2）。
小行星光变曲线协作链接（Collaborative Asteroid Lightcurve Link）假设其反照率为0.21——这一数据源自该星族中最大成员兼星族同名小行星司法星——并计算出该小行星的直径为3.84公里，绝对星等为14.39。

## 命名
这颗小行星以日本天文学家大谷丰和（1928年出生）的名字命名，他是一位著名的小行星观察者、五岛天文馆的讲师，也是东京天文博物馆的一名长期雇员（1956年至1988年）。官方命名引文由小行星中心于1999年4月2日发布（M.P.C. 34355）。